# Stade Gilbert-Brutus
Le stade Gilbert-Brutus  est un stade de rugby à XIII de 10 460 places situé à Perpignan, dans le département des Pyrénées-Orientales (France). Il est depuis 2007 le stade de l'équipe des Dragons catalans, club évoluant en Super League, le championnat européen de rugby à XIII.
Le stade porte le nom de Gilbert Brutus en mémoire du joueur, entraîneur, dirigeant et arbitre français de rugby à XV, né le 2 août 1887 à Port-Vendres et, pour fait de guerre, décédé le 7 mars 1944 à Perpignan.
L'antre des Dragons a été construit en 1962 et fut jusqu'en 1998 le stade du XIII Catalan avant que cette équipe ne migre au stade Jean-Laffon. Le stade fut donc inoccupé de 1998 à 2006.
Le stade Gilbert-Brutus se situe dans le quartier du Vernet, et est adjacent à l'hôpital de Perpignan, à proximité de l'aéroport la Llabanère.

## Les tribunes
- La tribune Henri-Bonzoms : 3 000 places assises et couvertes.
- La tribune Guasch-Laborde : 1 360 places assises et couvertes.
- Les tribunes amovibles côté Guash : 1 000 places assises et non-couvertes.
- La tribune Ouest : 2 500 places assises et couvertes

## La rénovation de 2006

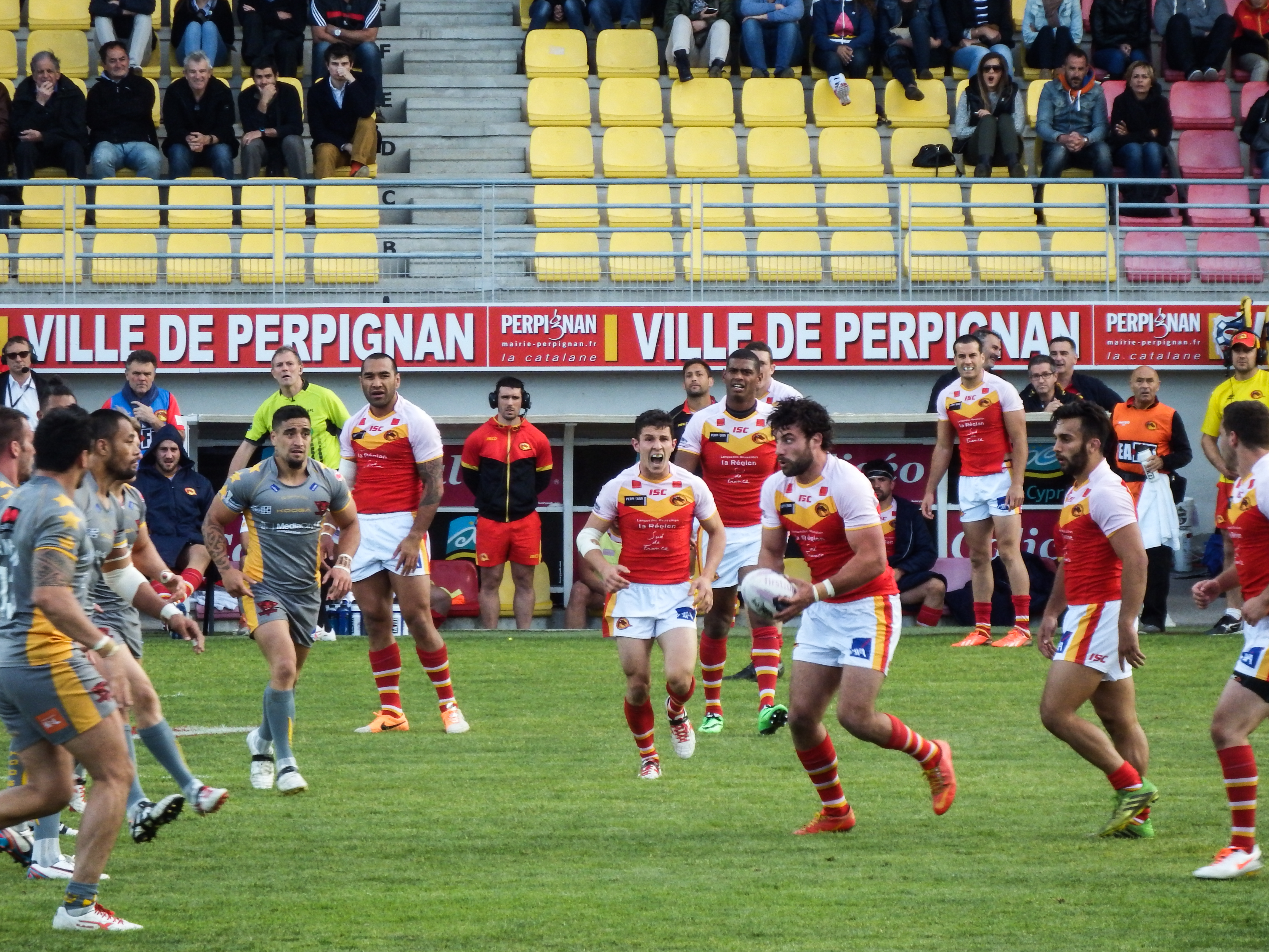
Rencontre opposant les Dragons catalans et Salford Red Devils, au stade Gilbert-Brutus.

Lorsque le club des Dragons catalans a été créé en 2005, et a obtenu son ticket d'entrée dans le championnat de Super League pour le début de la saison 2006, les dirigeants catalans ont récupéré le terrain des treizistes catalans : le stade Gilbert-Brutus.
Avec une capacité de 5 000 places assises, le stade est trop petit pour un club de cette envergure. De plus, il est en fort mauvais état. Il faut donc redonner vie à ce stade qui a accueilli la plus grande équipe de rugby à XIII de France pendant de longues années.
En effet, afin d'accueillir au mieux les équipes de Super League, le club investit dans la rénovation du stade et condamne celui-ci pour la saison entière. Les Dragons catalans sont alors forcés d'évoluer pour leur première saison de Super League dans différents stades de la région, afin que les travaux complets puissent s'effectuer.
C'est un an après, à l'ouverture de la saison 2007 de Super League, que les spectateurs découvrent enfin leur stade aux couleurs catalanes et entièrement rénové.
La tribune Henri-Bonzoms a été rénovée et dispose maintenant de 3 000 sièges rouges et jaunes et d'un toit flambant neuf. La tribune Guasch-Laborde a été remise à neuf. Toutes les infrastructures (vestiaires, accueil, boutique...) ont également été rénovées. Mais la nouveauté du stade est la création de trois nouvelles tribunes amovibles : deux tribunes d'environ 500 places chacune installées sur les côtés de la tribune Guasch-Laborde et une grande en forme de lune de 1 400 places, installée dans un des virages du terrain depuis baptisée tribune Puig-Aubert.
À la suite de cette rénovation, la capacité totale du stade a été portée à 9 260 places.

## L'agrandissement de 2011

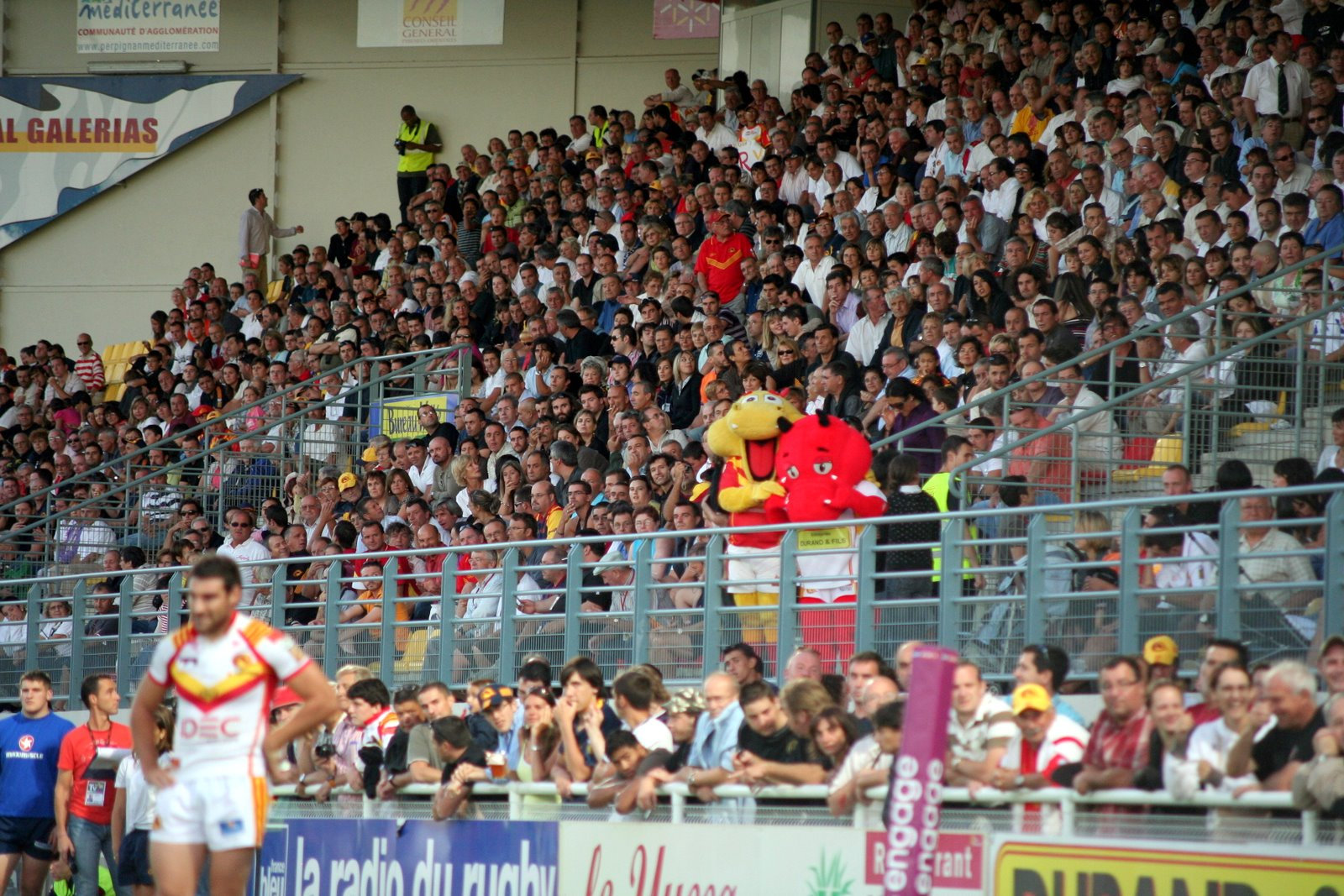
La tribune Bonzoms lors d'un match des Dragons en août 2008.

À la suite des bons résultats sportifs et financiers du club, le stade Gilbert-Brutus va s'agrandir afin de porter sa capacité totale à 10 460 places.
La tribune amovible du virage nord sera supprimée et il sera édifié une grande tribune couverte de 2 500 places assises, avec au rez-de-chaussée la billetterie, des bodegas, une boutique de 400 m2 et une brasserie. Au premier étage, le club recevra ses partenaires dans un salon VIP de 500 m2. Le 2e étage sera réservé aux bureaux et, enfin, au 3e étage, une loge panoramique pouvant accueillir 400 partenaires coiffera l’édifice. L'entrée principale se fera par cette partie du stade.
La tribune Bonzoms va accueillir les vestiaires, le bureau des entraîneurs, une salle médicale, une salle vidéo et une nouvelle salle de musculation.
À la suite du problème d'élection qui s'est produit en mars 2008 à Perpignan (le parti du maire sortant Jean-Paul Alduy a été accusé de tricherie lors des élections), le vote a été annulé et repoussé à juin 2009. Le début des travaux ont donc été retardés car, le stade Gilbert-Brutus appartenant à la ville de Perpignan, il a fallu attendre un maire en place pour valider définitivement le projet.
Les travaux devant débuter fin 2008 et se terminer fin 2009 ont été repoussés d'un an et ont débuté en mars 2010. Les coûts des travaux sont élevés à 6,8 millions d'euros et sont financés à hauteur de 1,9 million par la région du Languedoc-Roussillon, de 1,6 million par le conseil général des Pyrénées-Orientales, de 3,3 millions par la ville de Perpignan et enfin entre 100 000 et 200 000 € sont à la charge du club.

## Fin des années 2010: agrandissement ou réaffectation?
Fin des années 2010, on évoque la possibilité d'une rénovation de tribunes qui permettrait au stade d'augmenter sa capacité de trois mille places.
Il s'agit d'un projet souhaité par le club des Dragons catalans, et soutenu par la région et le département. Néanmoins, la ville de Perpignan préfèrerait que le club résident, celui des  Dragons catalans jouent plutôt ses matchs au stade Aimé Giral. L'idée étant alors d'affecter Gilbert Brutus au club de football local. 

## Historique des capacités

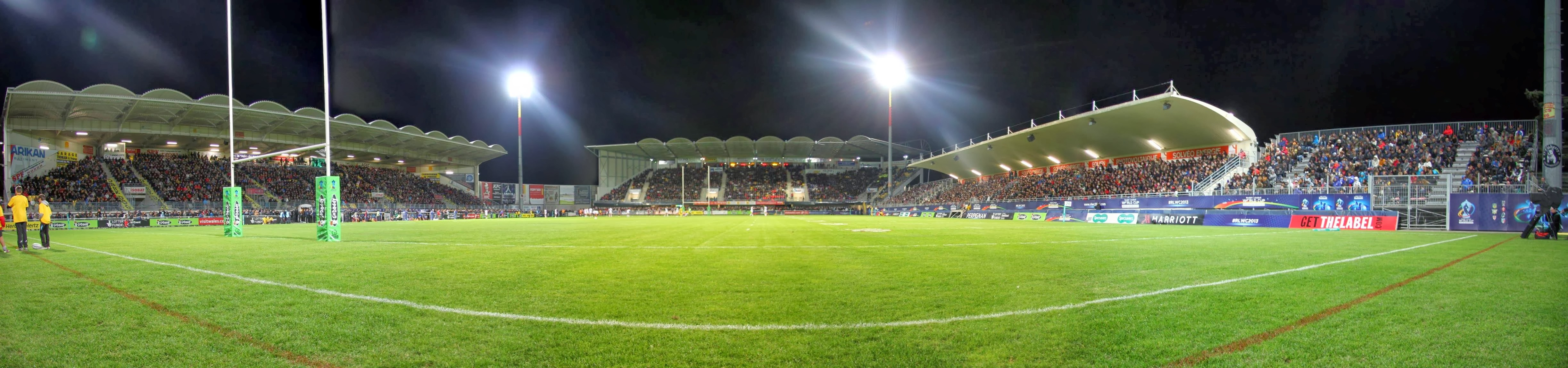
Vue panoramique du Stade Gilbert Brutus lors du match France-Samoa comptant pour la Coupe du monde de rugby à XIII 2013.

- De 1962 à 2005 : environ 15 000 spectateurs (5000 places assises)
- Record de spectateurs : 16 000 pour la finale de la Coupe de France 1967 (XIII Catalan - AS Carcassonnaise)
- 2006 : En rénovation.
- De 2007 à 2009 : 9 260 spectateurs (places assises)
- 2010 : En agrandissement.
- À partir de 2011 : 10 460 spectateurs (places assises)

## Matchs internationaux
Au niveau international, le stade Gilbert-Brutus fut le théâtre de mémorables moments du rugby à XIII :
- Tableau récapitulatif de tous les matchs internationaux joués au stade Gilbert-Brutus :

| #  | Date             | Équipe 1  | Score   | Équipe 2         | Compétition         | Affluence |
| -- | ---------------- | --------- | ------- | ---------------- | ------------------- | --------- |
| 1  | 11 mars 1962     | France    | 23 - 13 | Grande-Bretagne  | Test Match          | 15 000    |
| 2  | 2 décembre 1962  | France    | 17 - 12 | Grande-Bretagne  | Test Match          | 12 000    |
| 3  | 8 mars 1964      | France    | 5 - 11  | Grande-Bretagne  | Test Match          | 5 000     |
| 4  | 6 décembre 1964  | France    | 18 - 8  | Grande-Bretagne  | Test Match          | 10 000    |
| 5  | 28 novembre 1965 | France    | 6 - 12  | Nouvelle-Zélande | Test Match          | 9 000     |
| 6  | 16 janvier 1966  | France    | 18 - 13 | Grande-Bretagne  | Test Match          | 8 000     |
| 7  | 25 janvier 1970  | France    | 11 - 15 | Pays de Galles   | Coupe d'Europe      | 11 000    |
| 8  | 11 novembre 1971 | France    | 11 - 27 | Nouvelle-Zélande | Test Match          | 4 000     |
| 9  | 29 octobre 1972  | Australie | 21 - 27 | Grande-Bretagne  | Coupe du Monde      | 6 500     |
| 10 | 9 décembre 1973  | France    | 9 - 21  | Australie        | Test Match          | 5 500     |
| 11 | 19 janvier 1975  | France    | 9 - 11  | Angleterre       | Test Match          | 8 000     |
| 12 | 26 octobre 1975  | France    | 2 - 41  | Australie        | Coupe du Monde      | 11 000    |
| 13 | 23 novembre 1980 | France    | 6 - 5   | Nouvelle-Zélande | Test Match          | 6 000     |
| 14 | 7 décembre 1985  | France    | 0 - 22  | Nouvelle-Zélande | Coupe du Monde      | 5 000     |
| 15 | 30 novembre 1986 | France    | 2 - 44  | Australie        | Test Match          | 6 000     |
| 16 | 18 mars 1990     | France    | 4 - 8   | Grande-Bretagne  | Test Match          | 6 000     |
| 17 | 9 décembre 1990  | France    | 10 - 34 | Australie        | Coupe du Monde      | 3 500     |
| 18 | 27 janvier 1991  | France    | 10 - 45 | Grande-Bretagne  | Coupe du Monde      | 4 000     |
| 19 | 16 février 1992  | France    | 12 - 30 | Grande-Bretagne  | Test Match          | 6 000     |
| 20 | 13 décembre 1992 | France    | 18 - 19 | Pays de Galles   | Test Match          | 4 000     |
| 21 | 27 octobre 2007  | France    | 46 - 16 | Écosse           | Test Match          | 9 287     |
| 22 | 29 octobre 2011  | France    | 46 - 10 | Écosse           | Test Match          | 10 313    |
| 23 | 11 novembre 2013 | France    | 6 - 22  | Samoa            | Coupe du monde 2013 | 11 576    |
| 24 | 14 octobre 2017  | France    | 34 - 12 | Jamaïque         | Amical              | 4 850     |
| 25 | 23 octobre 2021  | France    | 10 - 30 | Angleterre       | Amical              | 5 500     |

- Matchs de Coupe d'Europe :
  - 7 : Le 25 janvier 1970, la 16e Coupe d'Europe des nations de rugby à XIII est lancé. Les 11 000 spectateurs présents voient l'équipe de France chuter face au Pays de Galles sur le score de 15 à 11.
- Matchs de Coupe du Monde :
  - 9 : Le 29 octobre 1972, pour la première fois de l'histoire du stade, deux équipes internationales autre que la France se rencontrent. Il s'agit des deux meilleures équipes du monde, la Grande-Bretagne et l'Australie. Lors de cette 6e Coupe du monde de rugby à XIII et devant 6 324 spectateurs, les Lions britanniques remportent ce match sur le score de 27 à 21.
  - 12 : Le 26 octobre 1975, la France et l'Australie se rencontrent lors d'un match de Coupe du monde de rugby à XIII. Les 10 440 spectateurs voient la France sombrer face aux « Kangourous » sur le score de 41 à 2.
  - 14 : Le 7 décembre 1985, la 9e Coupe du monde de rugby à XIII est lancée. Cinq mille spectateurs font le déplacement afin de voir la Nouvelle-Zélande affronter l'équipe locale, la France. Les « Kiwis » se débarrassent des Tricolores 22 à 0.
  - 17 : Le 9 décembre 1990, lors de la 10e Coupe du monde de rugby à XIII et devant 3 428 spectateurs, la redoutable équipe d'Australie dispose de l'équipe de France sur le score de 34 à 10.
  - 18 : Le 27 janvier 1991, devant 3 965 spectateurs, la 10e Coupe du monde de rugby à XIII voit s'affronter la France et la Grande-Bretagne. Les Lions britanniques battront facilement les Français 45 à 10.
  - 23 : Le 11 novembre 2013, devant 11 576 spectateurs, la 14e Coupe du monde de rugby à XIII voit s'affronter la France et les Samoa. Les joueurs du Pacifique battront les Français 22 à 6, après un match particulièrement "engagé".

## Accueil d'autres sports
A titre exceptionnel, les dragons catalans prêtent le stade au club de football de Canet-en-Roussillon, pour accueillir l'AS Monaco le 6 janvier 2019 ; en effet; le club de Nationale 3 ne dispose pas de terrain homologué pour accueillir les monégasques dans le cadre des trente-deuxièmes de finale de la Coupe de France de football.
Le Canet Roussillon Football Club accueille l'Olympique de Marseille le 7 mars 2021 en seizième de finale de la Coupe de France de football. Le match se dispute à huis clos à cause des restrictions en lien avec le Coronavirus.
Moins rarement, on a pu voir à Gilbert-Brutus des rencontres de rugby à XV (phases finales du Championnat de France, ou matchs de tournée des équipes de l'hémisphère sud contre le Languedoc-Roussillon) dans les années 70-80.
Le 29 juin 2024, la finale du championnat de France de football américain est disputée à Gilbert-Brutus, remportée par les Black Panthers de Thonon contre le Flash de La Courneuve.